# Valea Mare (Vâlcea)
Valea Mare è un comune della Romania di 3 156 abitanti, ubicato nel distretto di Vâlcea, nella regione storica dell'Oltenia. 
Il comune è formato dall'unione di 7 villaggi: Bătășani, Delureni, Drăganu, Mărgineni, Pietroasa, Totești, Valea Mare.